# Anton Kolb
Anton Kolb (* 30. November 1931 in Haus im Ennstal; † 27. Juli 2016 in Graz) war ein österreichischer römisch-katholischer Theologe.

## Leben
Anton Kolb wurde am 30. November 1931 als letztes von acht Kindern in Haus im Ennstal geboren und auf einem Bergbauernhof am Petersberg auf. Nach dem Besuch der Volksschule in seiner Heimat und dem  Knabenseminar Graz, an dem er im Jahre 1952 mit Auszeichnung maturierte, studierte Kolb von 1952 bis 1957 katholische Theologie an der Universität Graz, 1956 empfing er die Priesterweihe und war von 1957 bis 1959 als Kaplan in Bad Aussee und von 1959 bis 1961 als Provisor in Donnersbachwald seelsorgerisch tätig. Von 1961 bis 1965 studierte Kolb Philosophie an der Päpstlichen Universität Gregoriana in Rom und erwarb dort 1965 das Lizentiat in Philosophie, daneben war er während des Zweiten Vatikanischen Konzils Konzilsstenograph. Nachdem er im Herbst 1965 nach Graz zurückgekehrt war, wurde er 1966 von der Katholischen-Theologischen Fakultät der Universität Graz zum Doktor der Theologie promoviert und habilitierte sich dort im Jahre 1969 unter Johann Fischl für Christliche Philosophie. Von 1. März 1966 bis zu seiner Berufung zum ordentlichen Professor im Jahre 1970, als er Fischl in dieser Position ablöste, war Kolb Universitätsassistent am Institut für Philosophie und Fundamentaltheologie. Ab 1970 war er ordentlicher Universitätsprofessor für Philosophie an der Katholischen-Theologischen Fakultät der Universität Graz und trat ab diesem Jahr auch als Leiter des Instituts für Philosophie und Fundamentaltheologie in Erscheinung. Mit Ausnahme zweier Funktionsperioden hatte er dieses Amt jahrzehntelang inne; 1989 wurde das Institut in Philosophisches Institut umbenannt.
So war er unter anderem von 1972 bis 1973 und 1975 bis 1977 Dekan der Katholisch-Theologischen Fakultät und von 1977 bis 1979 Rektor der Universität Graz, sowie stellvertretender Vorsitzender der Österreichischen Rektorenkonferenz. Die von Kolb 1978/79 gegründete und geleitete Rektorenkonferenz der der ARGE Alpen-Adria hatte vor allem für die Verbindung zu osteuropäischen Universitäten vor dem Fall des Eisernen Vorhangs eine besondere Bedeutung. 1988 wurde Kolb bei dieser Rektorenkonferenz zum Ehrenvorsitzenden auf Lebenszeit ernannt. Bereits im Jahre 1981 war er erster Vorsitzender des Wissenschaftlichen Beirates dieser Rektorenkonferenz, sowie von 1981 bis 2001 Mitglied dieses Beirates in Vertretung der vier Universitäten in der Steiermark. Zudem war er in den Jahren 1998/99 abermals erster Vorsitzender dieses Beirates. Auch trat er als Initiator bei der Gründung der Rektoren- und Präsidialkonferenz der ARGE Alp in Erscheinung; diese hielt wiederum im Jahre 1989 in der Tiroler Landeshauptstadt Innsbruck ihre konstituierende Sitzung ab. Nebenbei war Kolb von 1987 bis 1991 Vorsitzender des Universitätsprofessorenverbandes (UPV) der Universität Graz und von 1988 bis 1991 Vorsitzender des gesamtösterreichischen Universitätsprofessorenverbandes. Außerdem trat Anton Kolb 1991 als Gründer und von 1991 bis 1993 als erster Vorsitzender der Bundeskonferenz der Universitäts- und HochschulprofessorInnen Österreichs (PROKO) in Erscheinung. Die heute noch immer existierende PROKO ist die gesetzliche Standesvertretung aller ordentlichen und außerordentlichen Universitätsprofessoren und aller ordentlichen Hochschulprofessoren der 18 Universitäten Österreichs.
Der viele Jahre in der Ökumene tätige Kob war auf kirchlicher Ebene unter anderem stellvertretender Vorsitzender des ersten Diözesanrates in der Diözese Graz-Seckau und Gründer des sogenannten Kontaktkomitee, das als Verbindung zwischen der Bischofskonferenz und theologischen Fakultäten in Österreich entstand. Daneben war er über Jahre hinweg auch in der Österreichischen Theologischen Kommission tätig und wurde für sein Engagement in Kirche und Universität durch zahlreiche Auszeichnungen geehrt. So wurde Kolb, der im Oktober 2000 emeritierte, Träger des Österreichischen Ehrenkreuzes für Wissenschaft und Kunst I. Klasse und des Großen Goldenen Ehrenzeichens für Verdienste um die Republik Österreich.
Auch nach seiner Emeritierung im Jahr 2000 war Kolb bis hin zu seinem überraschenden Ableben publizistisch aktiv. Besonderes Augenmerk legte er dabei auf die Kirchenreform und die Umsetzung des Zweiten Vatikanischen Konzils, bei dem er, wie bereits erwähnt, als Konzilsstenograph teilgenommen hatte. Im Januar 2016, nach dem Ende der Bischofssynode,  schrieb er einen offenen Brief an Papst Franziskus, in dem er für fundamentale Änderungen in der Kirchenlehre plädierte. Noch kurz vor seinem Tod vollendete er seine Autobiographie, die im Jahr seines Todes im Lit Verlag erschien. Da er zeitlebens nicht nur Philosophie und Theologie betrieb, sondern auch die Fakultät und die Universität mitgestaltet und sich in Kirche, Gesellschaft und Politik einmischte, erhielt auch seine Autobiographie den passenden Titel Brücken bauen zwischen Wissenschaft, Politik, Religion und Medien.
Am 27. Juli 2016 starb Kolb 84-jährig in Graz.

## Werke (Auswahl)
- Universität und Gesellschaft. Verlag Kienreich, Graz 1980.
- Wissenschaft – Bildung – Gesellschaft. Verlag Kienreich, Graz 1980.
- Theologie im Dialog. Gesellschaftsrelevanz und Wissenschaftlichkeit der Theologie. Festschrift zum 400-Jahr-Jubiläum der Katholisch-Theologischen Fakultät der Karl-Franzens-Universität in Graz. Styria, Graz 1985.
- Zur Wissenschafts-, Forschungs- und Bildungspolitik. Graz 1993.
- Die Rolle der österreichischen Universitäten bei der Bewahrung von Kulturgütern. Eigenverlag, Graz 1994.
- Cyberethik. Verantwortung in der digital vernetzten Welt. Gemeinschaftlich mit Reinhold Esterbauer, Hans-Walter Ruckenbauer. Kohlhammer, Stuttgart 1998.
- Die Fluchtgesellschaft im Netz. Neuer Ethik-Kodex für das Internet. Lit, Münster 2001.
- Lebensweisheit / Kritik am Zeitgeist. Aphorismen und Gedichte. Lit, Münster 2004.
- Wider die Materialisten, Deterministen und Konstruktivisten. Kritik in Form von Hexametern. Lit, Wien 2008.

## Auszeichnungen und Ehrungen
- 1973: Monsignore
- 1977: Ehrenmitglied der katholischen Studentenverbindung KÖHV Carolina Graz im ÖCV
- 1984: Ehrenzeichen der Landeshauptstadt Graz in Gold
- 1985: Österreichisches Ehrenkreuz für Wissenschaft und Kunst I. Klasse
- 1985: Prälat
- 1994: Großes Goldenes Ehrenzeichen für Verdienste um die Republik Österreich
- 1999: Gedenk-Plakette 1999 der Rektorenkonferenz der ARGE Alpen-Adria
- 1999: Ehrenring der Universität für künstlerische und industrielle Gestaltung Linz
- 2002: Alpen-Adria-Preis der Vollversammlung der Regierungschefs der Mitgliedsregionen der ARGE Alpen-Adria in Venedig